# Belohorszky Sári
Belohorszky Sári/Sarolta (Budapest, 1938. április 1. – Budapest, 1994. március 27.) opera-énekesnő (szoprán), énektanár.

## Életpályája
1956–1961 között az Állami Konzervatórium ének szakán tanult Kapitánffy Istvánnénál. 1962 és ’64 között a jászberényi zeneiskolában tanított.
1965–1968 között a drezdai Staatstheater stúdiósa. Itt főbb tanárai Rudolf Dittrich és Ruth Glowa-Burkhardt voltak. Kisebb szerepekben már ekkor fellépett a Semperoperben.
1968-ban egy vendégszereplésnek köszönhetően szerződtette a görlitzi opera, 1970–1974 között  Greifswaldban volt magánénekes. Ekkortól rendszeresen adott dalesteket keletnémet városokban.
1974-től „szabadúszó” volt. Politikai okokból sem Nyugat-Európában, sem a budapesti Operában nem léphetett fel. 1981-ben vendégként szerepelt a Szegedi Nemzeti Színház Tosca előadásában. Búcsúfellépte 1991-ben volt egy budapesti koncerten.
1975–1992 között Várnai Péter zenetörténész felesége volt.
Sírja a Farkasréti temetőben található (5-1-209).

## Szerepei
- Jacques Offenbach: Hoffmann meséi – Olypia; Giulieta; Antonia; Stella
- Carl Orff: Az okos lány – címszerep
- Giacomo Puccini: Pillangókisasszony – Csocsoszan
- Giacomo Puccini: Tosca – Floria Tosca
- Giuseppe Verdi: La Traviata – Violetta Valéry
- Giuseppe Verdi: Don Carlos – Valois Erzsébet
- Giuseppe Verdi: Otello – Desdemona
- Rudolf Wagner-Régeny: A calais-i polgárok – A királynő